# John McAleese
Pour les articles homonymes, voir McAleese.
John Thomas McAleese (né le 25 avril 1949 et mort le 26 août 2011) est un soldat écossais de l'Armée de terre britannique qui mena en mai 1980 une équipe du SAS à l'assaut pour mettre fin au siège de l'ambassade iranienne à Londres,.